# Municipio de Bennington (condado de Licking)
El municipio de Bennington (en inglés: Bennington Township) es un municipio ubicado en el condado de Licking en el estado estadounidense de Ohio. En el año 2010 tenía una población de 1687 habitantes y una densidad poblacional de 24,01 personas por km².

## Geografía
El municipio de Bennington se encuentra ubicado en las coordenadas 40°13′53″N 82°36′41″O / 40.23139, -82.61139. Según la Oficina del Censo de los Estados Unidos, el municipio tiene una superficie total de 70.28 km², de la cual 70,11 km² corresponden a tierra firme y (0,24 %) 0,17 km² es agua.

## Demografía
Según el censo de 2010, había 1687 personas residiendo en el municipio de Bennington. La densidad de población era de 24,01 hab./km². De los 1687 habitantes, el municipio de Bennington estaba compuesto por el 98,4 % blancos, el 0,3 % eran afroamericanos, el 0,36 % eran amerindios, el 0,3 % eran asiáticos, el 0,12 % eran de otras razas y el 0,53 % eran de una mezcla de razas. Del total de la población el 0,41 % eran hispanos o latinos de cualquier raza.